# Bartolomeu Lobo Guerrero
Bartolomé Lobo Guerrero (1546 - 12 de janeiro de 1622) foi um prelado católico romano que serviu como arcebispo de Lima (1607–1622) e segundo arcebispo de Santafé en Nueva Granada (1596–1607).

## Biografia
Bartolomé Lobo Guerrero nasceu em Ronda, Espanha. A 12 de agosto de 1596, o Papa Clemente VIII nomeou-o Arcebispo de Santafé en Nueva Granada. A 24 de agosto de 1597 foi consagrado bispo por Diego de Romano y Govea, bispo de Tlaxcala (Puebla de los Angeles), na Cidade do México. Durante a sua estadia no México, serviu como interrogador da Inquisição mexicana e participou, juntamente com Alonso de Peralta e Juan de Cervantes, da tortura de Luis de Carvajal e outros. No dia 19 de novembro de 1607, o Papa Paulo V nomeou-o o quarto Arcebispo de Lima (empossado a 4 de outubro de 1609) onde serviu até à sua morte a12 de janeiro de 1622.

## Sucessão episcopal
Enquanto bispo, foi o consagrador principal de:
- Pedro Ordóñez y Flórez, Arcebispo de Santafé em Nueva Granada;
- Hernando de Arias y Ugarte, Bispo de Quito;
- Pedro de Valencia, Bispo de Santiago da Guatemala;
- Diego Torres Altamirano, Bispo de Cartagena;
- Carlos Marcelo Corni Velazquez, Bispo de Concepción; e
- Fernando de Ocampo, Bispo de Santa Cruz de la Sierra.